# 勐洪区
勐洪区，是缅甸联邦第一特区勐古县下辖的一个区。

## 行政区划
勐洪区下辖以下等乡镇：
- 勐洪乡[2]：邦弄村
- 勐牙乡：大青树村
- 邦迫乡[3]：弄线村